# NJPW Burning Spirit
Burning Spirit fue un evento de lucha libre profesional producido por la empresa New Japan Pro-Wrestling (NJPW), que tuvo lugar el 25 de septiembre de 2022 desde el World Memorial Hall en Kōbe, Japón. Lleva el nombre de los eventos de Burning Spirit en conmemoración al aniversario número 50 de NJPW.

## Antecedentes
En el torneo G1 Climax 32, David Finlay derrotó al Campeón Peso Pesado de los Estados Unidos de la IWGP, Will Ospreay, por lo que ganó el derecho a retarlo a una lucha por el título.

## Resultados
En paréntesis se indica el tiempo de cada combate:
- Los Ingobernables de Japón (BUSHI, Hiromu Takahashi & Shingo Takagi) derrotaron a Bullet Club (Hikuleo, KENTA & El Phantasmo) (8:43).
  - Takagi cubrió a El Phantasmo después de un «Ground Cobra».
- Toru Yano y Doc Gallows terminó sin resultado después de un doble conteo fuera (3:45).
- United Empire (Great-O-Khan & Jeff Cobb) derrotaron a Bullet Club (Chase Owens & Bad Luck Fale) (7:57).
  - 0-Khan cubrió a Owens después de un «Imperial Drop».
- Dangerous Tekkers (Taichi & Zack Sabre Jr.) derrotaron a Los Ingobernables de Japón (SANADA & Tetsuya Naito) (9:32).
  - Taichi cubrió a SANADA después de un «Taichi Style Gedo Clutch».
- TMDK (Bad Dude Tito, Shane Haste & JONAH) derrotaron a Great Bash Heel (Togi Makabe & Tomoaki Honma) y Kazuchika Okada (12:09).
  - JONAH cubrió a Honma después de un «Torpedo».
- Bullet Club (Taiji Ishimori & Jay White) (con Gedo) derrotaron a Guerrillas of Destiny (Tama Tonga & Jado) (10:39).
  - Ishimori forzó a Jado a rendirse con un «Bone Lock».
- United Empire (Francesco Akira & TJP) derrotaron a Six or Nine (Master Wato & Ryusuke Taguchi) y retuvieron el Campeonato en Parejas Peso Pesado Junior de la IWGP (12:43).
  - Akira cubrió a Taguchi después de un «Leaning Tower».
- Karl Anderson (con Doc Gallows) derrotó a Hiroshi Tanahashi y retuvo el Campeonato de Peso Abierto NEVER (13:37).
  - Anderson cubrió a Tanahashi después de un «Gunstun».
  - Durante la lucha, Gallows intervino a favor de Anderson, mientras que Toru Yano lo hizo en favor de Tanahashi.
  - Después de la lucha, Jay White salió a atacar a Tanahashi, pero fueron detenidos por Tama Tonga y Hikuleo quien traicionó a White.
- Will Ospreay derrotó a David Finlay y retuvo el Campeonato Peso Pesado de los Estados Unidos de la IWGP (28:22).
  - Ospreay cubrió a Finlay después de un «Stormbreaker».
  - Después de la lucha, Tetsuya Naito confrontó a Ospreay, pero fue interrumpido por Zack Sabre Jr., quien a su vez retó a Naito a una lucha en el evento Royal Quest II para determinar al siguiente contendiente al título de Ospreay.